# Hành chính Việt Nam thời Hồng Bàng
Hành chính Việt Nam thời Hồng Bàng phản ánh bộ máy chính quyền từ trung ương tới địa phương của Việt Nam thời Hồng Bàng trong lịch sử Việt Nam.

## Chính quyền trung ương
Thời kỳ Hồng Bàng là thời kỳ đấu tranh hình thành bộ tộc và hình thành nhà nước đầu tiên ở Việt Nam. Hùng Vương (雄王) là tù trưởng bộ lạc Văn Lang, bộ lạc mạnh nhất trong cộng đồng người Lạc Việt. Hùng Vương lấy quốc hiệu là Văn Lang (文郎).
"Lĩnh Nam chích quái" (嶺南摭怪), quyển 1, "Hồng Bàng thị truyện" (鴻龐氏傳) ghi giới hạn lãnh thổ của nước Văn Lang như sau: 
- đông giáp biển Nam Hải (南海), tức Biển Đông
- tây đến đất Ba Thục (巴蜀), nay thuộc tỉnh Tứ Xuyên của Trung Quốc.
- bắc đến hồ Động Đình (洞庭)
- nam giáp nước Hồ Tôn Tinh (狐猻精). Theo lời chú thích trong sách thì nước Hồ Tôn Tinh sau này là nước Chiêm Thành (占城).

"Đại Việt sử ký toàn thư" (大越史記外紀全書) và "Khâm định Việt sử thông giám cương mục" (欽定越史通鑑綱目) chép tương tự, chỉ khác là gọi nước Hồ Tôn Tinh là nước Hồ Tôn (胡孫). "Đại Việt sử ký toàn thư" cho rằng Văn Lang thuộc địa phận Dương châu (楊州), một trong số chín châu của Trung Quốc thời Hạ, Chu, Thương.
Kinh đô của nước Văn Lang theo "Đại Việt sử ký toàn thư" và "Khâm định Việt sử thông giám cương mục" là Phong châu (峰州) thuộc bộ Văn Lang . "Việt sử lược" chỉ nói kinh đô nằm ở đất bộ lạc Văn Lang.
Sử sách ghi chép rất vắn tắt và không hệ thống về bộ máy chính quyền thời Hùng Vương. Các sử gia cùng chung nhận định là nhà nước Hùng Vương rất đơn sơ mang đậm dấu ấn bộ lạc-công xã. Theo “Lĩnh
Nam chích quái” thì Hùng vương “sai các em phân trị, đặt em thứ làm tướng võ, tướng văn; tướng văn gọi là Lạc hầu, tướng võ gọi là Lạc tướng; con trai vua gọi là Quan lang, con gái gọi là Mị nương, quan Hữu ty gọi là Bố chính, thần bộc nô lệ gọi là nô tì, xưng thần là khôi, đời đời cha truyền con nối gọi là phụ đạo, thay đời truyền cho nhau đều hiệu là Hùng Vương không đổi”.
"Đại Việt sử ký toàn thư" và "Khâm định Việt sử thông giám cương mục" chép tương tự, chỉ thay hai chữ "phụ đạo" 輔導 bằng 父道.
Các sử gia hiện đại cho rằng các sử gia thời Hậu Lê mô phỏng triều đình phong kiến Trung Quốc để mô tả nhà nước thời Hùng Vương, theo đó người đứng đầu phải là vương hoặc đế, danh hiệu Hùng Vương xuất phát từ Khun hay Cun trong tiếng Môn-Khmer để chỉ người thủ lĩnh bộ tộc. Lúc đó thực chất thời kỳ này chưa có chữ viết và chưa phân biệt văn võ, chưa định ra vương hầu. Chữ "Mỵ Nương" là phiên âm Hán Việt của chữ "mế, nàng" trong tiếng Mường (ngày nay vẫn dùng) để chỉ con gái nhà quyền quý. Quan lang là chữ "lang đạo" trong tiếng Mường; "phụ đạo" là chế độ "phìa" cha truyền con nối của người Mường.
Do chưa có chữ viết, công việc thực hiện và sự kiện chỉ có thể truyền miệng, nhưng vẫn có luật lệ quy định chung mà sau này Mã Viện (馬援) thời Đông Hán mô tả là "Luật Việt khác luật Hán hơn 10 việc" (越律與漢律駁者十餘事 Việt luật dữ Hán luật bác giả thập dư sự) . Việt sử lược mô tả "chính sự dùng lối kết nút" (nguyên văn: 結繩為政 "kết thằng vi chính"), được các nhà nghiên cứu hiện nay xác nhận là việc dùng dây thắt nút để ghi nhớ sự việc, tương tự như những chuỗi dây ghi nhớ sự việc của đồng bào thiểu số Việt Nam hiện nay làm chứng thực cho ghi chép trên.
Cư dân trong phạm vi nước Văn Lang gồm có người Việt, người Mường, người Tày-Thái.
Sự nảy sinh hình thái nhà nước dù sơ khai, đã đánh dấu một bước tiến quan trọng của lịch sử, xác nhận quá trình dựng nước thời Hùng Vương và đặt cơ sở cho sự ra đời của một loại hình cộng đồng tộc người mới: cộng đồng quốc gia, cộng đồng bộ tộc có ít nhiều tính dân tộc.
Các sử gia tổng kết sơ đồ chuyển hóa từ xã hội nguyên thủy tan rã sang xã hội phân hóa giai cấp sơ kỳ như sau:
| Hình thái                        | Danh hiệu                  |
| -------------------------------- | -------------------------- |
| Công xã thị tộc: Tộc trưởng ---> | Công xã nông thôn:Bồ chính |
| Bộ lạc: Tù trưởng --->           | Bộ: Lạc tướng, Phụ đạo     |
| Liên minh bộ lạc: thủ lĩnh --->  | Nước Văn Lang: Hùng Vương  |

Theo các sử gia, mối quan hệ chung trong cả nước vẫn mang nặng tính liên minh bộ lạc. Hùng Vương tương đương với ngôi vị "cun" (tộc trưởng) của bộ tộc mạnh nhất, các bộ tộc khác vẫn có "cun" riêng và phục tùng Hùng Vương bằng chế độ tiến cống và chỉ chịu sự chỉ huy khi có việc lớn. Lạc tướng và Lạc hầu là tộc trưởng của bộ lạc mình, giúp việc cho Hùng Vương khi có việc chứ không phải là quan chức theo biên chế thường trực ở bên cạnh vua.

## Chính quyền địa phương
Theo "Lĩnh Nam chích quái", quyển 1, "Hồng Bàng thị truyện" nước Văn Lang được chia thành 15 bộ (部), còn gọi là quận (郡) là:
1. Việt Thường (越裳)
2. Giao Chỉ (交趾)
3. Chu Diên (朱鳶)
4. Vũ Ninh (武寧)
5. Phúc Lộc (福祿)
6. Ninh Hải (寧海)
7. Dương Tuyền (陽泉)
8. Lục Hải (陸海)
9. Hoài Hoan (懷驩)
10. Cửu Chân (九真)
11. Nhật Nam (日南)
12. Chân Định (真定)
13. Văn Lang (文郎)
14. Quế Lâm (桂林)
15. Tượng Quận (象郡)

Theo "Việt sử lược", quyển thượng, "Quốc sơ duyên cách" (國初沿革) thì nước Văn Lang gồm 15 bộ lạc (部落):
1. Giao Chỉ (交趾)
2. Việt Thường Thị (越裳氏)
3. Vũ Ninh (武寧)
4. Quân Ninh (軍寧)
5. Gia Ninh (嘉寧)
6. Ninh Hải (寧海)
7. Lục Hải (陸海)
8. Thang Tuyền (湯泉)
9. Tân Xương (新昌)
10. Bình Văn (平文)
11. Văn Lang (文郎)
12. Cửu Chân (九真)
13. Nhật Nam (日南)
14. Hoài Hoan (懷驩)
15. Cửu Đức (九德)

Theo "Dư địa chí" (輿地誌) của Nguyễn Trãi, "Đại Việt sử ký toàn thư" và "Khâm định Việt sử thông giám cương mục" thì nước Văn Lang được phân thành 15 bộ là:
1. Giao Chỉ (交趾): "Khâm định Việt sử thông giám cương mục" chú là nay thuộc ba tỉnh Hà Nội (河內), Nam Định (南定) và Hưng Yên (興安)
2. Chu Diên (朱鳶): "Khâm định Việt sử thông giám cương mục" chú là nay thuộc tỉnh Sơn Tây (山西)
3. Vũ Ninh (武寧): "Khâm định Việt sử thông giám cương mục" chú là nay thuộc tỉnh Bắc Ninh (北寧)
4. Phúc Lộc (福祿): "Khâm định Việt sử thông giám cương mục" chú là nay thuộc tỉnh Sơn Tây
5. Việt Thường (越裳): "Khâm định Việt sử thông giám cương mục" chú rằng nay là vùng đất từ phủ Hải Lăng (海陵) tỉnh Quảng Trị (廣治) đến phủ Điện Bàn (奠盤) tỉnh Quảng Nam (廣南). Đào Duy Anh căn cứ theo tên huyện Việt Thường quận Cửu Đức (九德) thời thuộc Ngô cho rằng đây là khu vực huyện Đức Thọ, tỉnh Hà Tĩnh.
6. Ninh Hải (寧海): "Khâm định Việt sử thông giám cương mục" chú là thuộc tỉnh Quảng Yên.
7. Dương Tuyền (陽泉): "Khâm định Việt sử thông giám cương mục" chú là nay thuộc tỉnh Hải Dương (海陽), Đào Duy Anh căn cứ vào tên huyện Thang Tuyền (湯泉) của Thang châu (湯州) thì cho rằng là đất Thang châu thời thuộc Đường, tức vùng tây nam Quảng Tây, Trung Quốc hiện nay.
8. Lục Hải (陸海): "Khâm định Việt sử thông giám cương mục" chú là nay thuộc tỉnh Lạng Sơn (諒山), Đào Duy Anh xác định là ven biển Hải Phòng hiện nay.
9. Vũ Định (武定): "Khâm định Việt sử thông giám cương mục" chú là nay thuộc hai tỉnh Thái Nguyên (太原) và Cao Bằng (高平).
10. Hoài Hoan (懷驩): "Khâm định Việt sử thông giám cương mục" chú là nay thuộc tỉnh Nghệ An (乂安).
11. Cửu Chân (九真): "Khâm định Việt sử thông giám cương mục" chú là nay thuộc tỉnh Thanh Hóa (清化).
12. Bình Văn (平文): "Khâm định Việt sử thông giám cương mục" nghi ngờ không khẳng định ở đâu.
13. Tân Hưng (新興): "Khâm định Việt sử thông giám cương mục" chú là nay thuộc hai tỉnh Hưng Hóa (興化) và Tuyên Quang (宣光).
14. Cửu Đức (九德): "Khâm định Việt sử thông giám cương mục" chú là nay thuộc tỉnh Hà Tĩnh (河靜).
15. Văn Lang (文郎)

Các nhà nghiên cứu, từ Lê Quý Đôn thế kỷ XVIII tới thời hiện đại đều xác định rằng hầu hết tên các bộ của nước Văn Lang là vay mượn các tên đời sau chép vào. Đại đa số các tên bộ lạc đều được sử sách lấy theo địa danh quận hoặc huyện từ thời Bắc thuộc lần 1 đến thời Bắc thuộc lần 3, như Đào Duy Anh chỉ ra từng tên khi liệt kê các bộ mà cổ sử đã ghi này: Giao Chỉ là tên quận Nhà Hán đặt, Việt Thường Thị là tên huyện thuộc quận Cửu Đức thời thuộc Ngô và huyện thuộc quận Nhật Nam thời thuộc Tùy, Vũ Ninh là huyện thuộc quận Giao Chỉ thời thuộc Đông Ngô, Quân Ninh là tên huyện thuộc Ái châu do Nhà Đường đặt, Gia Ninh là tên huyện thuộc Phong châu thời thuộc Đường, Ninh Hải là tên quận đặt thời thuộc Lương, Tân Xương là quận thời thuộc Tấn, Thang Tuyền là tên quận và huyện thời Đường thuộc Thang châu, Lục Hải tức Lục châu thời thuộc Đường, Cửu Chân là tên quận thời thuộc Hán, Nhật Nam cũng là tên quận thời thuộc Hán, Hoài Hoan là tên huyện thời Đường thuộc Hoan châu, Cửu Đức là tên quận thời thuộc Ngô vân vân.
Các nhà nghiên cứu cho rằng sở dĩ như vậy vì các sử gia thời cổ đại muốn cho nước Văn Lang trong truyền thuyết có nội dung cụ thể, chọn lấy một số tên với 2 mục đích vừa đủ số 15 bộ trong truyền thuyết và vừa trùm đủ địa bàn sinh sống của người Lạc Việt thời Hùng Vương.
Dân cư đương thời còn thưa thớt. Tổ chức chính quyền có 2 cấp: bộ lạc (mà đến thời thuộc Hán sau này trở thành huyện) và dưới bộ lạc là cộng đồng công xã nông thôn (kẻ, chạ, chiềng, mường), kết hợp quan hệ hàng xóm với quan hệ họ hàng. Một chiềng có thể cai quản nhiều bản. Đứng đầu công xã là Bồ Chính (được xác định là phiên âm Hán của từ Việt cổ, giống âm Pó Chiêng tiếng Tày-Thái, chiềng là bản lớn có thế lực cai quản những bản nhỏ, có nghĩa là già làng). Bên cạnh đó còn có Hội đồng công xã do các thành viên cử ra để giải quyết mọi việc ở địa phương.
Các sử gia hiện đại dẫn chứng một số địa danh còn thành tố "chiềng" phân bố trong không gian rộng lớn từ Bắc Việt Nam qua Bắc Lào tới Bắc Thái Lan. Những nơi có địa danh "Chiềng" mật độ lớn nhất là vùng Sơn La, ngay cả khu vực Hà Nội cũng có (Chiềng Lôi, Chiềng Tăng, Chiềng Vậy). Đỗ Văn Ninh đã thống kê được 80 địa danh ở Việt Nam, 35 địa danh Lào và 23 địa danh Thái Lan có thành tố "Chiềng".